# Ivana Rožman
Ivana Rožman (mazedonisch Ивана Рожман; * 14. Juli 1989 in Skopje) ist eine nordmazedonische Sprinterin.
Sie nahm an den Olympischen Spielen 2008 in Peking teil und wurde mit einer Zeit von 12,92 s über die 100 Meter Siebte, bei den Weltmeisterschaften 2009 in Berlin in 12,60 s Fünfte ihres jeweiligen Vorlaufs. Ihre beste über diese Strecke erzielte Zeit datiert aus dem Juni 2009 mit 12,07 s.